# Kasumlo
Kasumlo (en georgiano: კასუმლო; en azerí: Qasımlı) es un pueblo de Georgia ubicado en el sur de la región de Baja Iberia, siendo parte del municipio de Marneuli.

## Geografía
Kasumlo se sitúa en las laderas de la cresta de Papakar, a 30 kilómetros de la ciudad de Marneuli y cerca de la frontera con Armenia.

### Clima
El clima en el pueblo de Kasumlo es continental templado. La temperatura promedio en junio es de 26 °C y en diciembre, -3 °C.

## Demografía
La evolución demográfica de Kasumlo entre 2002 y 2014 fue la siguiente:
| 2921                                            | 2299 |
| (Fuente: Population of Georgia in Soviet times) |      |

Según los datos del censo de 2014, los azeríes son el 99,9% de la población.

## Infraestructura

### Educación
Kasumlo tiene una escuela de educación secundaria.